# Tylomelania hannelorae
Tylomelania hannelorae е вид коремоного от семейство Pachychilidae.

## Разпространение
Видът се среща в езерото Махалона (Сулавеси, Индонезия).